# Barbasphecia ares
Barbasphecia ares là một loài bướm đêm thuộc họ Sesiidae. Nó được tìm thấy ở Ghana.